# Tour du Schynberg
Le Tour du Schynberg (en allemand : Schynberg Rundfahrt) est une course cycliste disputée en Suisse entre 1982 et 2003. La course est d'abord une course juniors, puis amateurs, avant de devenir une course professionnelle pour ses dernières éditions. Elle a servi de championnat de Suisse juniors en 1990, de championnat de Suisse amateurs en 1993, et de championnat de Suisse en 1997 et 1998. 

## Palmarès
- 2003 :  Renzo Mazzoleni
- 2002 :  Kurt Asle Arvesen
- 2001 :  Ronny Scholz
- 2000 :  Dave Bruylandts
- 1999 :  Alessandro Bertolini
- 1998 :  Niki Aebersold
- 1997 :  Oscar Camenzind
- 1996 :  Roland Meier
- 1995 :  Philipp Buschor
- 1994 :  Scott Sunderland
- 1993 :  Roland Meier
- 1992 :  Beat Zberg
- 1991 :  Rolf Aldag
- 1990 :  Guido Wirz
- 1989 :  Sandro Vitali
- 1988 :  Acácio da Silva
- 1987 :  Daniel Huwyler
- 1986 :  Fabian Fuchs
- 1985 :  Arno Küttel
- 1984 :  Beat Schumacher
- 1983 :  Richard Trinkler
- 1982 :  Kurt Ehrensperger